# Alfredo Allende
Alfredo Allende (* vor 1994) ist ein chilenischer Schauspieler, der vor allem Bekanntheit durch die Rolle des Lisandro Ramallo in der argentinischen Telenovela Violetta erlangte, die seit 2012 vom Disney Channel produziert und seit Mai 2014 auch im Disney Channel (Deutschland) gezeigt wird.
Er studierte an der Universidad Finis Terrae.